# 1935 год в литературе

## События
- В Японии учреждена Премия Рюноскэ Акутагавы, самая престижная из литературных премий Японии, присуждаемых дебютантам.

## Премии

### Франция
- Гонкуровская премия — Жозеф Пейр, «Кровь и свет».
- Премия Ренодо — Франсуа де Ру, Jours sans gloire.
- Премия Фемина — Клод Сильв, Bénédiction.

## Книги
- «Военная тайна» — книга Аркадия Гайдара.
- «Гимназисты» — произведение Константина Тренёва.
- «Голубая книга» — произведение Михаила Зощенко.
- «Дом в Пасси» — произведение Бориса Зайцева.

### Романы
- «Воздушный корабль» — роман Александа Беляева.
- «Лига перепуганных мужчин» — роман Рекса Стаута.
- «Мэри Поппинс возвращается» — роман Памелы Трэверс.
- «Смерть в облаках» — роман Агаты Кристи.
- «Трагедия в трёх актах» — роман Агаты Кристи.
- «У нас это невозможно» — роман Синклера Льюиса.
- «Час дракона» — роман Роберта Ирвина Говарда.
- «Чудесное око» — роман Александра Беляева.

### Повести
- «Зелёные холмы Африки» — повесть Эрнеста Хемингуэя.
- «Золотой ключик, или Приключения Буратино» — повесть-сказка Алексея Толстого.

### Рассказы
- «Обитающий во Тьме» — рассказ Говарда Филлипса Лавкрафта.
- «Тени Замбулы» — рассказ Роберта Ирвина Говарда.

### Пьесы
- «Васса Железнова» — пьеса Максима Горького (вторая редакция).
- «Дальняя дорога» — пьеса Алексея Арбузова.
- «Троянский конь» — пьеса Фридриха Вольфа.
- «Трус» — пьеса Александра Крона.
- «Шестеро любимых» — пьеса Алексея Арбузова.

### Поэзия
- «Пестрота жизни» (норв. Vrimmel) — сборник стихов Ролфа Якобсена.

## Родились
- 15 января — Роберт Силверберг, американский писатель-фантаст.
- 16 января — Ингер Кристенсен, датская писательница
- 31 января — Кэндзабуро Оэ, японский писатель, лауреат Нобелевской премии по литературе 1994 года.
- 24 февраля — Рыгор (Григорий) Иванович Бородулин, народный поэт Белоруссии.
- 24 февраля — Жан-Батист Либубан, французский общественный деятель, активист ненасильственных действий, журналист.
- 24 февраля — Джозеф Александр Уолкер, афроамериканский драматург, режиссёр, актёр и профессор (ум. 2003).
- 6 апреля — Дуглас Хилл, канадский и британский писатель-фантаст, редактор и рецензент (умер в 2007).
- 16 мая —
  - Аскар Оразакын, казахский и советский поэт (ум. 2019).
  - Стейн Мерен, норвежский поэт, писатель, эссеист и драматург (умер в 2017).
- 21 июня — Франсуаза Саган (Françoise Sagan), французская писательница (умерла в 2004).
- 19 августа — Думитру Раду Попеску, румынский писатель, журналист, сценарист и политик.
- 21 августа — Весела Люцканова, болгарская писательница.
- 29 августа — Джамаль Амрани, алжирский писатель, поэт, публицист, драматург (умер в 2005).
- 3 ноября — Георги Мишев, болгарский писатель и сценарист.
- Мустафа Хасиан, алжирский драматург, писатель и поэт, пишущий на французском языке.

## Умерли
- 28 января — Патрисио Мариано, филиппинский драматург, прозаик, поэт.
- 1 октября — Гиляровский В. А., русский и советский писатель, наиболее известный своими воспоминаниями о жизни в дореволюционной Москве «Москва и москвичи»
- 15 октября — Алампа (Софронов Анемподист Иванович) — якутский поэт, драматург, прозаик, один из основоположников якутской литературы.
- 15 декабря — Абрам Вевиорка, еврейский советский писатель и журналист[1].